# Щипйорня
Щипйорня (пол. Szczypiornia) — село в Польщі, у гміні Лютоцин Журомінського повіту Мазовецького воєводства.
У 1975-1998 роках село належало до Цехановського воєводства.